# Nowina (województwo warmińsko-mazurskie)
Nowina (niem. Neuendorf auf der Höhe) – wieś w Polsce położona w województwie warmińsko-mazurskim, w powiecie elbląskim, w gminie Elbląg. Leży na południowo-zachodnim skraju Wysoczyzny Elbląskiej.
Wieś okręgu sędziego ziemskiego Elbląga w XVII i XVIII wieku. W latach 1975–1998 miejscowość położona była w województwie elbląskim.